# Campeonato Paulista de Basquete Masculino de 2022
O Campeonato Paulista de Basquete Masculino de 2022 é uma competição brasileira de basquete masculino organizada pela Federação Paulista de Basketball.
Nesta edição, as novidades são a ausência do Mogi das Cruzes Basquete, após 11 participações consecutivas no estadual, o retorno do tradicional São José Basketball, além da estreia do AZ Basquete Araraquara.

## Participantes e regulamento
No dia 24 de junho, a Federação Paulista de Basketball (FPB) divulgou em seu site os 11 participantes da edição de 2022 do Campeonato Paulista da Divisão Especial Masculina. Além da volta do São José e o debute do AZ Basquete Araraquara, Bauru, Corinthians, Franca, Liga Sorocabana, Osasco, Paulistano, Pinheiros, Rio Claro e São Paulo também foram as outras equipes confirmados pela entidade.
O sistema de disputa permaneceu o mesmo do ano anterior. As 11 associações jogarão entre si em turno único. As equipes que obtiverem classificação de 1.° a 5.° lugares, formarão a Chave “A”, e as demais cinco colocadas formarão a Chave “B”. As associações que comporão a Chave A jogarão entre si em turno único, com mando invertido em relação à fase anterior, carregando os resultados do turno apenas dos jogos realizados entre eles, para definir a classificação final para os playoffs, do 1.º ao 5.º lugar. Já as associações que comporão a Chave B jogarão também entre si em turno único, com mando invertido em relação à fase anterior, carregando os resultados entre elas da fase anterior. Deste grupo, irão se classificar os três primeiros colocados, para ocupar a 6.ª, 7.ª e 8.ª colocações para a disputa dos playoffs, que terão seus confrontos definidos após cruzamento olímpico (1.º X 8.º; 2.º X 7.º; 3.º X 6.º e 4.º X 5.º) e disputados em melhor de três jogos em todas as fases.

## Transmissão
O Campeonato Paulista de 2022 tem a transmissão ao vivo de 100% dos jogos pela GCS TV/TV FPB 
no YouTube, além da exibição pelo BandSports na TV fechada.

## Classificação

### Primeira fase
- São Paulo, Franca, Pinheiros e Bauru empataram no número de pontos. O posicionamento final foi determinado por uma classificação tendo como base os jogos entre essas equipes. São Paulo e Franca: duas vitórias e uma derrota. São Paulo fica à frente pela vitória no confronto direto (SPO 97 x 68 FRA). Pinheiros e Bauru: uma vitória e duas derrotas. Pinheiros fica à frente pela vitória no confronto direto (PIN 79 x 75 BAU).
- Rio Claro e Corinthians empataram no número de pontos. O posicionamento final foi determinado pelo confronto direto (RCL 84 x 82 COR).
- Osasco e AZ Basquete empataram no número de pontos. O posicionamento final foi determinado pelo confronto direto (OSA 84 x 66 AZB).
- Fonte: Tabela do Turno Campeonato Estadual da Divisão Especial A1 Masculina 2022

### Fase de realinhamento

#### Grupo A
- Paulistano e Franca empataram no número de pontos. O Paulistano ficou à frente por ter obtido duas vitórias diante do Franca no confronto direto.
- São Paulo e Pinheiros empataram no número de pontos e de vitórias no confronto direto. O posicionamento final foi determinado pelo saldo de pontos no confronto direto (SPO: +6; PIN: -6).
- Fonte: Tabela do Realinhamento Grupo A Campeonato Estadual da Divisão Especial A1 Masculina 2022

#### Grupo B
- Liga Sorocabana e Osasco empataram no número de pontos. A Liga Sorocabana ficou à frente por ter obtido duas vitórias diante do Osasco no confronto direto.
- Fonte: Tabela do Realinhamento Grupo B Campeonato Estadual da Divisão Especial A1 Masculina 2022

## Playoffs

### Chaveamento
|  | Quartas de final | Quartas de final |            |   | Semifinais | Semifinais |  |  | Final | Final |
|  |                  |                  |            |   |            |            |  |  |       |       |
|  |                  |                  |            |   |            |            |  |  |       |       |
|  |                  |                  |            |   |            |            |  |  |       |       |
|  | Paulistano       | 2                |            |   |            |            |  |  |       |       |
|  | Paulistano       | 2                |            |   |            |            |  |  |       |       |
|  | Corinthians      | 0                |            |   |            |            |  |  |       |       |
|  | Corinthians      | 0                | Paulistano | 0 |            |            |  |  |       |       |
|  |                  |                  | Paulistano | 0 |            |            |  |  |       |       |
|  |                  | São Paulo        | 2          |   |            |            |  |  |       |       |
|  | São Paulo        | São Paulo        | 2          | 2 |            |            |  |  |       |       |
|  | São Paulo        |                  |            | 2 |            |            |  |  |       |       |
|  | Pinheiros        | 0                |            |   |            |            |  |  |       |       |
|  | Pinheiros        | 0                | São Paulo  | 1 |            |            |  |  |       |       |
|  |                  |                  | São Paulo  | 1 |            |            |  |  |       |       |
|  |                  | Franca           | 2          |   |            |            |  |  |       |       |
|  | Franca           | Franca           | 2          | 2 |            |            |  |  |       |       |
|  | Franca           |                  |            | 2 |            |            |  |  |       |       |
|  | São José         | 0                |            |   |            |            |  |  |       |       |
|  | São José         | 0                | Franca     | 2 |            |            |  |  |       |       |
|  |                  |                  | Franca     | 2 |            |            |  |  |       |       |
|  |                  | Bauru            | 1          |   |            |            |  |  |       |       |
|  | Bauru            | Bauru            | 1          | 2 |            |            |  |  |       |       |
|  | Bauru            |                  |            | 2 |            |            |  |  |       |       |
|  | Rio Claro        | 0                |            |   |            |            |  |  |       |       |
|  | Rio Claro        | 0                |            |   |            |            |  |  |       |       |

- Em itálico, os clubes que possuem o mando no confronto. Em negrito, os vencedores.

### Quartas de final
| Time 1     | Séries | Time 2      | 1º Jogo | 2º Jogo | 3º Jogo |
| ---------- | ------ | ----------- | ------- | ------- | ------- |
| Paulistano | 2-0    | Corinthians | 86–81   | 97–81   | –       |
| São Paulo  | 2-0    | Pinheiros   | 84–81   | 90–83   | –       |
| Franca     | 2-0    | São José    | 99–85   | 88–83   | –       |
| Bauru      | 2-0    | Rio Claro   | 87–71   | 99–69   | –       |

- Em itálico, os clubes que possuem o mando no confronto. Em negrito, os vencedores.

### Semifinal
| Time 1     | Séries | Time 2    | 1º Jogo | 2º Jogo | 3º Jogo |
| ---------- | ------ | --------- | ------- | ------- | ------- |
| Paulistano | 0-2    | São Paulo | 65–76   | 76–79   | –       |
| Franca     | 2-1    | Bauru     | 69–78   | 95–81   | 75–69   |

- Em itálico, os clubes que possuem o mando no confronto. Em negrito, os vencedores.

### Final
| Time 1 | Série | Time 2    | 1º Jogo | 2º Jogo | 3º Jogo |
| ------ | ----- | --------- | ------- | ------- | ------- |
| Franca | 2-1   | São Paulo | 88–80   | 73–84   | 98–66   |

- Em itálico, o clube que possui o mando no confronto. Em negrito, o vencedor.